# Caloptilia gloriosa
Caloptilia gloriosa là một loài bướm đêm thuộc họ Gracillariidae. Nó được tìm thấy ở Nhật Bản (Hokkaidō, Honshū) và vùng Viễn Đông Nga.
Sải cánh dài 8.5–10 mm.
Ấu trùng ăn Acer japonicum, Acer mono, Acer palmatum và Acer sieboldianum. Chúng có thể ăn lá nơi chúng làm tổ.